# Bisdom San Isidro

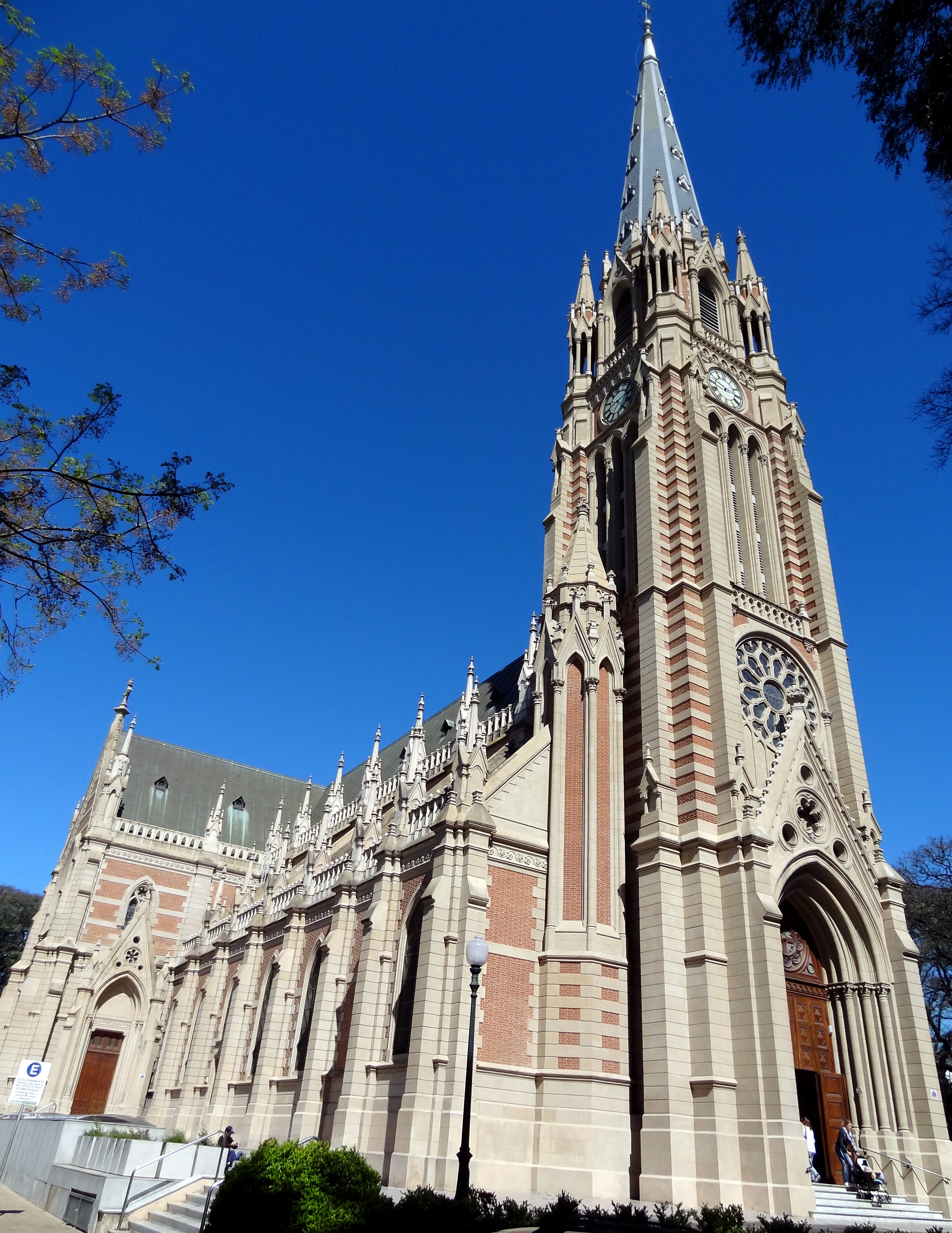
De kathedraal van San Isidro

Het bisdom San Isidro (Latijn: Dioecesis Sancti Isidori in Argentina) is een rooms-katholiek bisdom met als zetel San Isidro in Argentinië. Het bisdom is suffragaan aan het aartsbisdom Buenos Aires. Het bisdom werd opgericht in 1957.
In 2020 telde het bisdom 67 parochies. Het bisdom heeft een oppervlakte van 1.379 km² en telde in 2020 1.265.000 inwoners waarvan 95% rooms-katholiek waren. 

## Bisschoppen
- Antonio María Aguirre (1957-1985)
- Alcides Jorge Pedro Casaretto (1985-2011)
- Óscar Vicente Ojea Quintana (2011-)

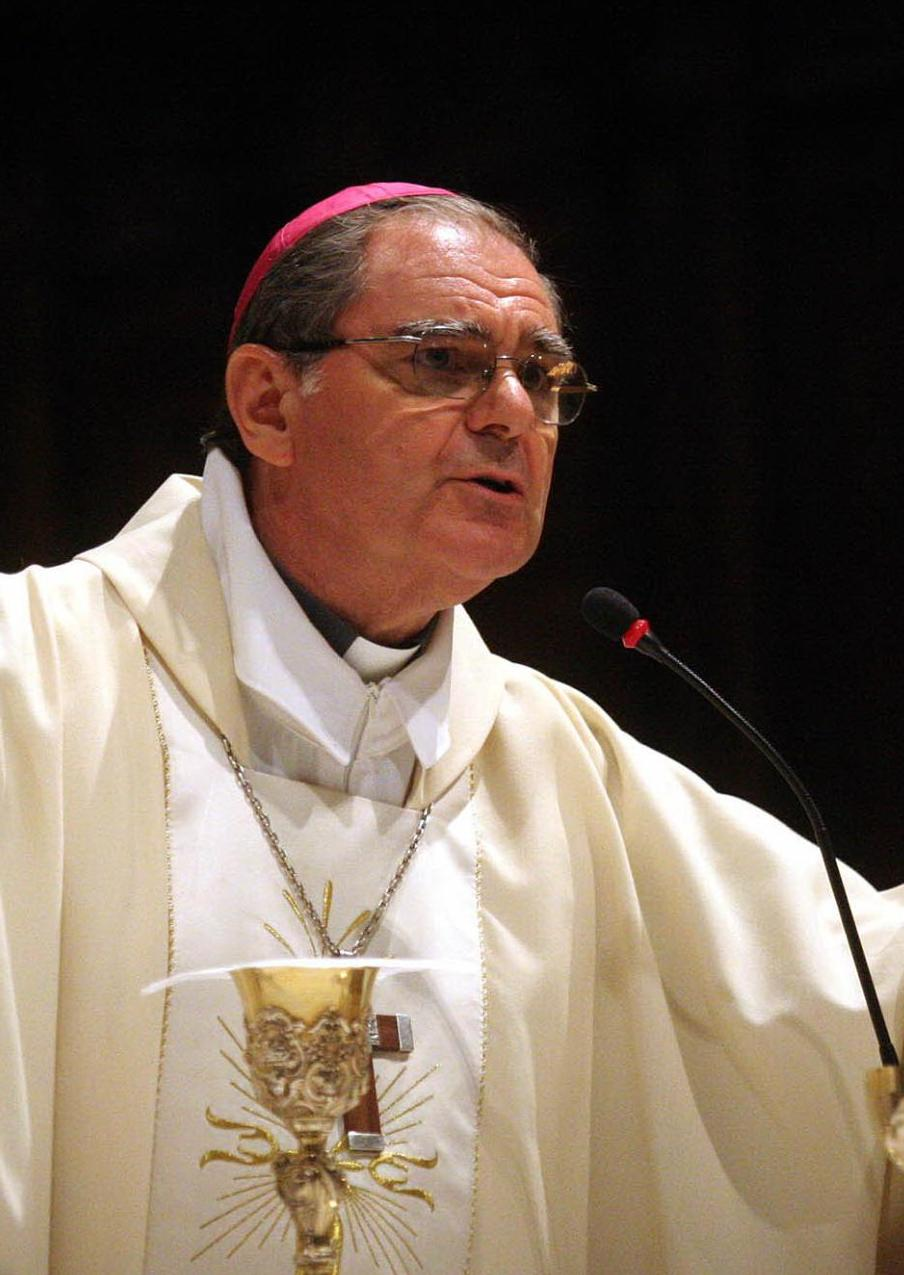
Óscar Vicente Ojea Quintana

Buenos Aires (aartsbisdom) · Avellaneda-Lanús ·  Buenos Aires (Maronitisch) · Buenos Aires (Oekraïenisch) · Gregorio de Laferrere · Lomas de Zamora · Morón · Quilmes · San Isidro · San Justo · San Martín · San Miguel